# Lampyris noctiluca
Lampyris noctiluca Linnaeus, 1767 è un coleottero appartenente alla famiglia Lampyridae. Assieme ad altre specie di questa famiglia è comunemente chiamata lucciola.

## Descrizione

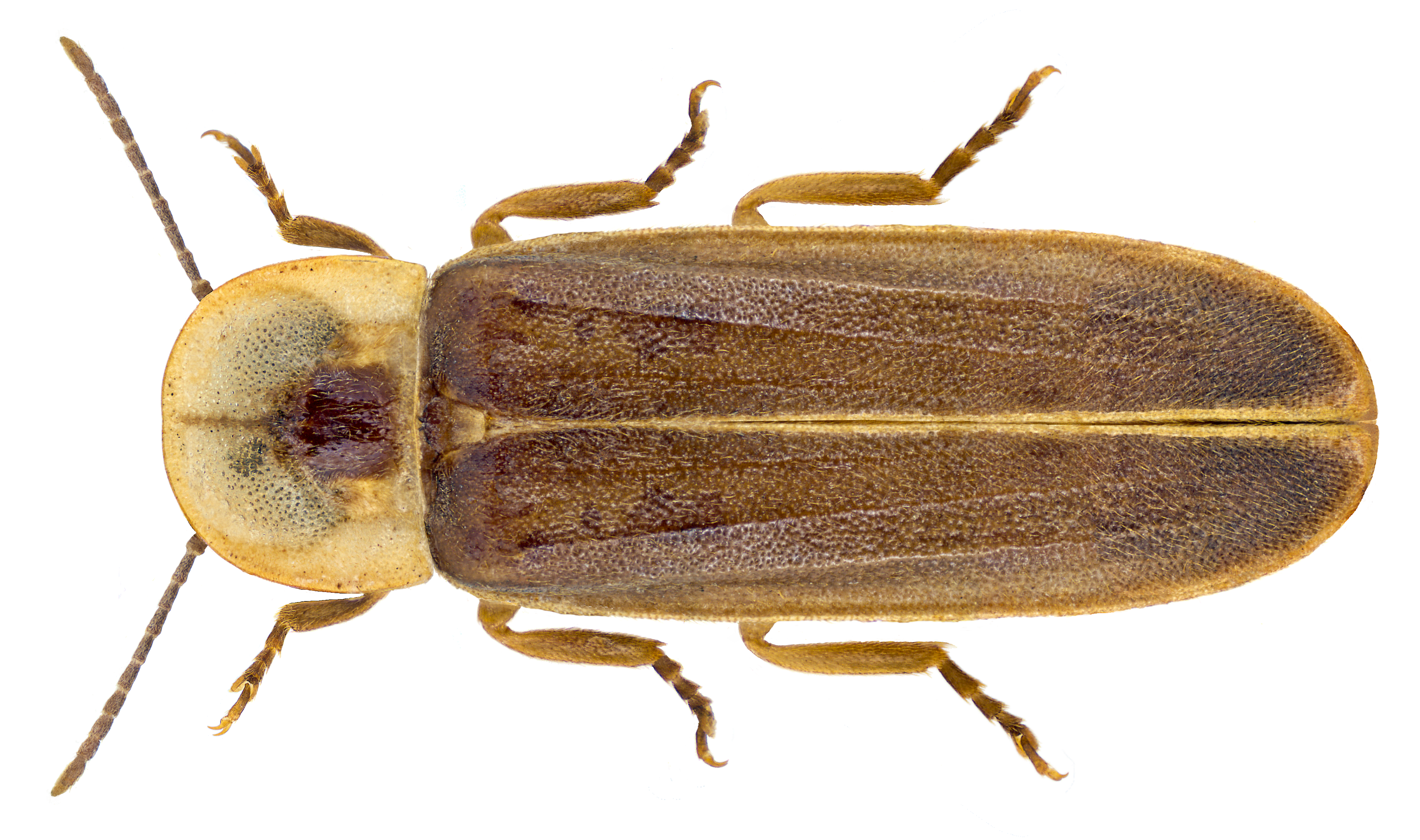
Maschio

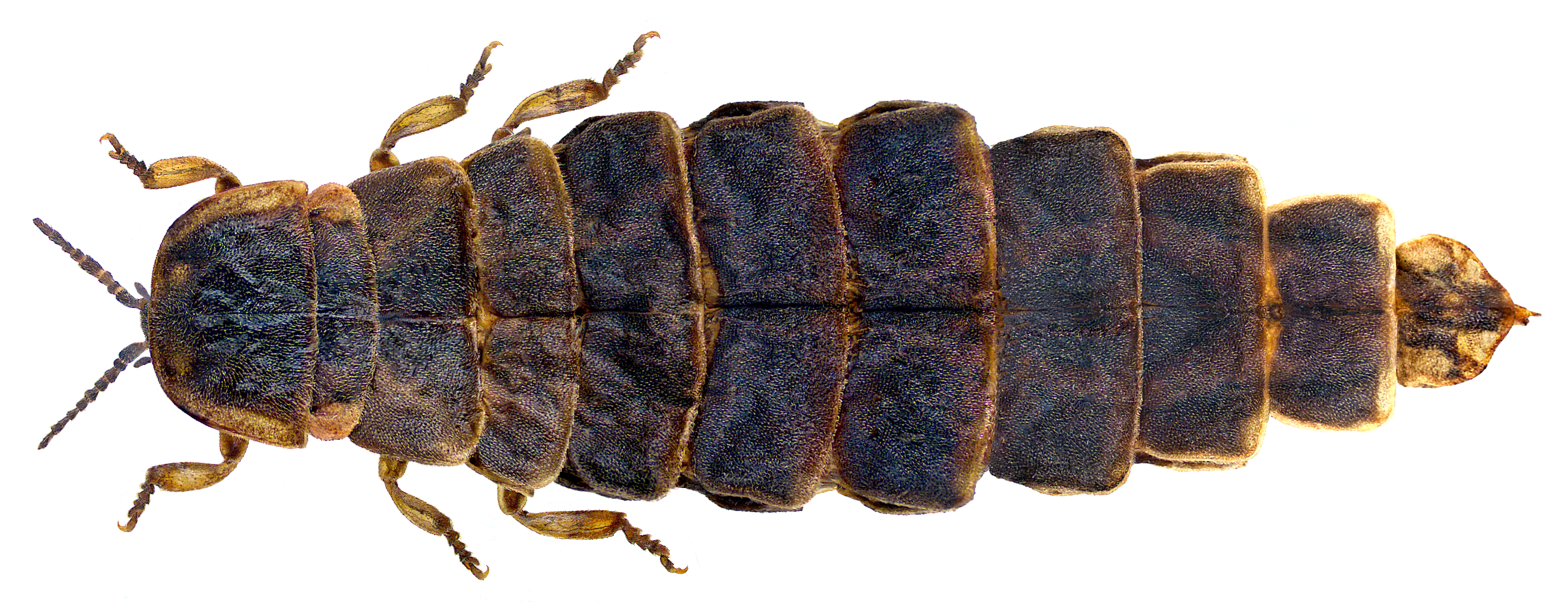
Femmina

Lampyris noctiluca presenta un vistoso dimorfismo sessuale. 
Il maschio è alato, con il corpo e le appendici giallastre, il pronoto giallastro,  dotato di una grande macchia scura, le elitre bruno opaco, talvolta giallastre lungo i bordi e la sutura.
La femmina ha invece aspetto larviforme ed è priva di ali. Può arrivare a 25 mm di lunghezza. Il pronoto è simile a quello del maschio, mentre i segmenti addominali sono bruni scuri e orlati di rosa. 
La femmina può emettere luce per ore, il maschio solo per brevi istanti.

## Biologia
A differenza delle più comuni lucciole, le Lampyris noctiluca compaiono spesso in individui isolati. I maschi volano alla loro ricerca emettendo lampi di luce. Le femmine, molto più rare e difficili da vedere, strisciano al suolo facendosi notare per la loro luminosità.

### Luminescenza

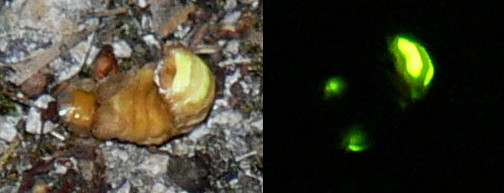
Femmina adulta (sinistra)
Stesso esemplare luminescente (destra)

Tra le 10 e le 12 di sera, nei mesi di giugno e luglio, le femmine larviformi si spostano in una zona in cui possono essere viste e raggiunte da un maschio, e attivano la luminescenza dei tre segmenti terminali, sollevandoli per metterli bene in vista. La luce emessa è di un bel verde brillante e rimane accesa per due ore circa, se non arriva un maschio; dopodiché la femmina si ritira nel suo nascondiglio, e riemergerà la notte successiva. Questo rito si può ripetere per 10 notti consecutive.
Le sostanze chimiche coinvolte nella produzione di luce sono la luciferina e la luciferasi, la cui composizione esatta è condizionata geneticamente, producendo sottili variazioni da individuo a individuo. In questa trasformazione chimica, quasi tutta l'energia viene trasformata in luce, e solo il 2% viene disperso in calore. Il maschio può percepire questa luce da 15 metri di distanza.

### Larve

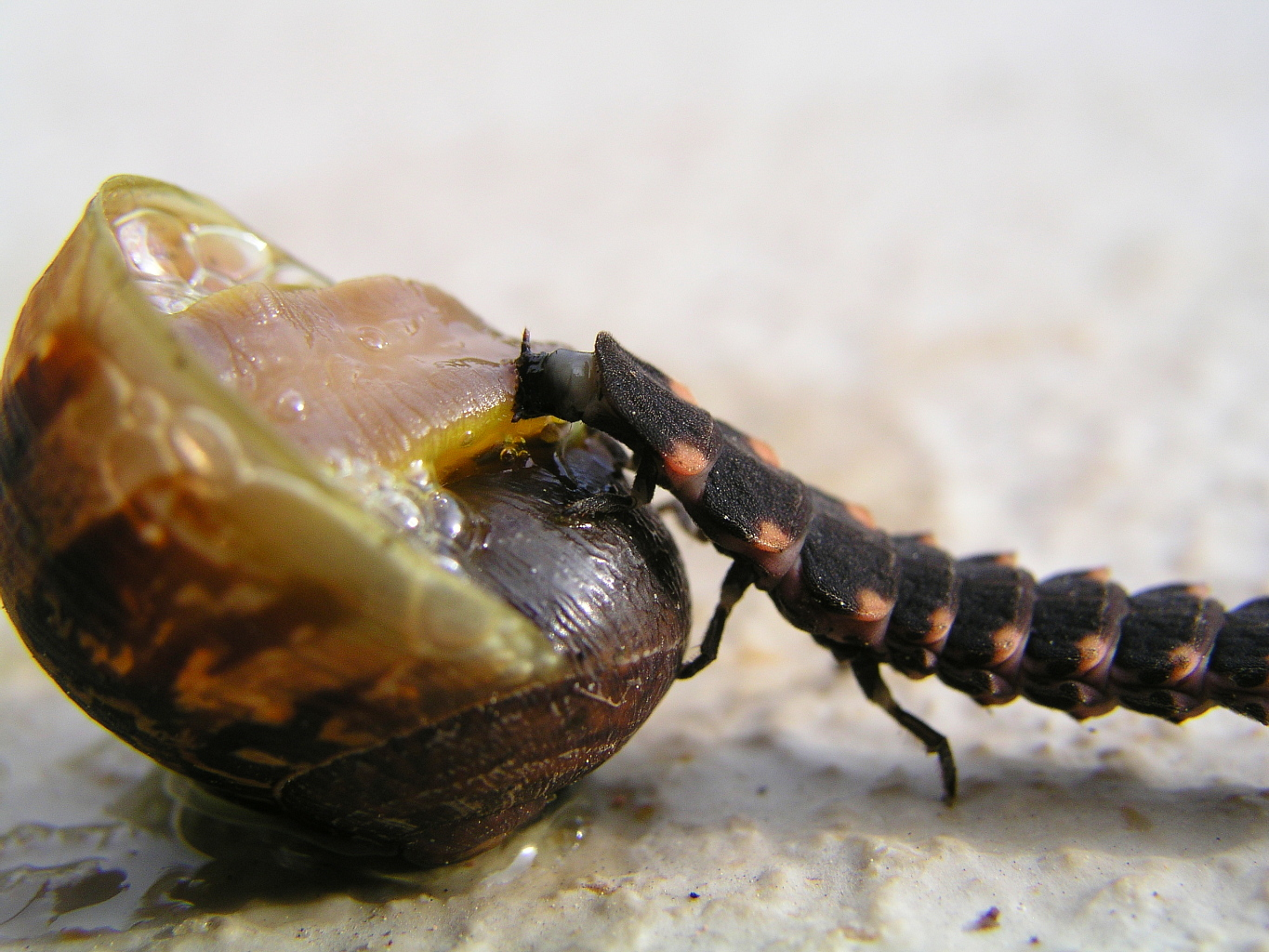
Larva di Lampyris noctiluca

Le larve vivono per due o tre anni, cibandosi prevalentemente di chiocciole e limacce.
La preda viene attaccata a morsi, iniettandole un fluido digestivo marrone tossico. Il fluido agisce lentamente, paralizzando la vittima e trasformando parte di essa in una pappina marrone, che la larva risucchia. In alcuni casi la vittima riesce a trascinarsi via e a sopravvivere al pasto.
La larva attacca lumache che sono spesso 200 volte il proprio peso, e si attiva nelle stesse ore di maggior attività delle prede, ossia di notte e in condizioni climatiche umide. La larva muta quattro o cinque volte nel corso della propria esistenza. Durante l'inverno si nascondono in posti riparati, al buio e vanno in ibernazione, per poi risvegliarsi in primavera.